# Haeinsa

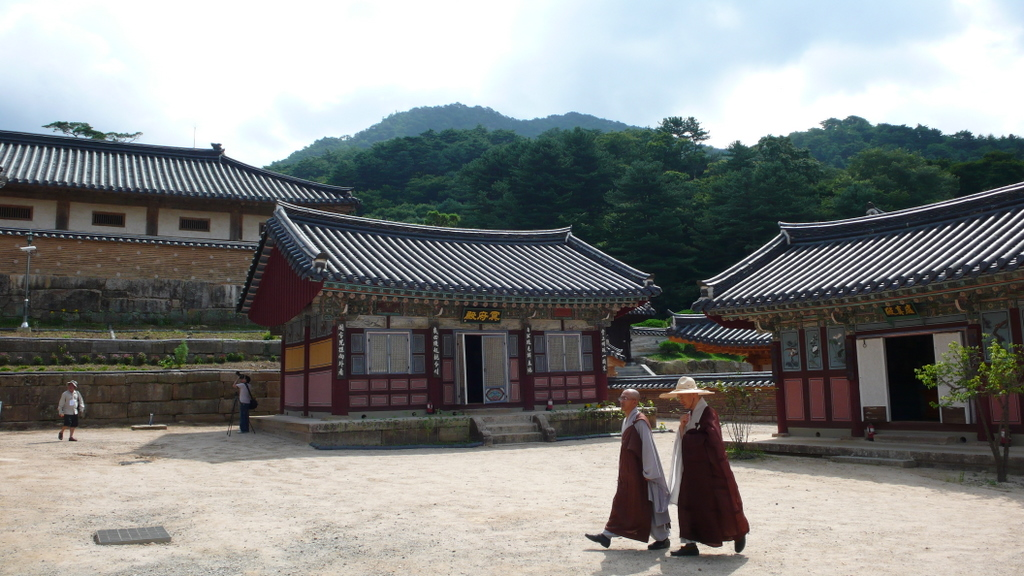

Haeinsa (hangul: 해인사, hanja: 海印寺) är ett av de främsta buddhist-templen i Sydkorea, mestadels för att det är hem för Tripitaka Koreana, den mest kompletta samlingen med buddhistskrifter, ristade på 81 258 träskivor.
Haeinsa är ett av Koreas tre gyllene tempel, och ligger på berget Gayasan i provinsen Södra Gyeongsang i Sydkorea. Templet uppfördes först år 802.
Haeinsa med Tripitaka Koreana sattes 1995 upp på Unescos världsarvslista.